# Orneta
Orneta [ɔrˈnɛta] (deutsch Wormditt) ist eine Kleinstadt im Powiat Lidzbarski (Heilsberger Kreis) der polnischen Woiwodschaft Ermland-Masuren. Sie ist Sitz der gleichnamigen Stadt-und-Land-Gemeinde mit etwas mehr als 12.000 Einwohnern. Bis 1945 gehörte Wormditt zur preußischen Provinz Ostpreußen.

## Geographische Lage
Die Stadt liegt im historischen Ermland, an der Drwęca Warmińska (Drewenz), einem Nebenfluss der Pasłęka (Passarge), etwa 47 Kilometer östlich von Elbląg (Elbing) und 70 Kilometer südsüdwestlich von Kaliningrad (Königsberg).
Die Höhe der Stadt gegenüber dem Meeresspiegel der Ostsee beträgt 69,5 Meter.

## Geschichte

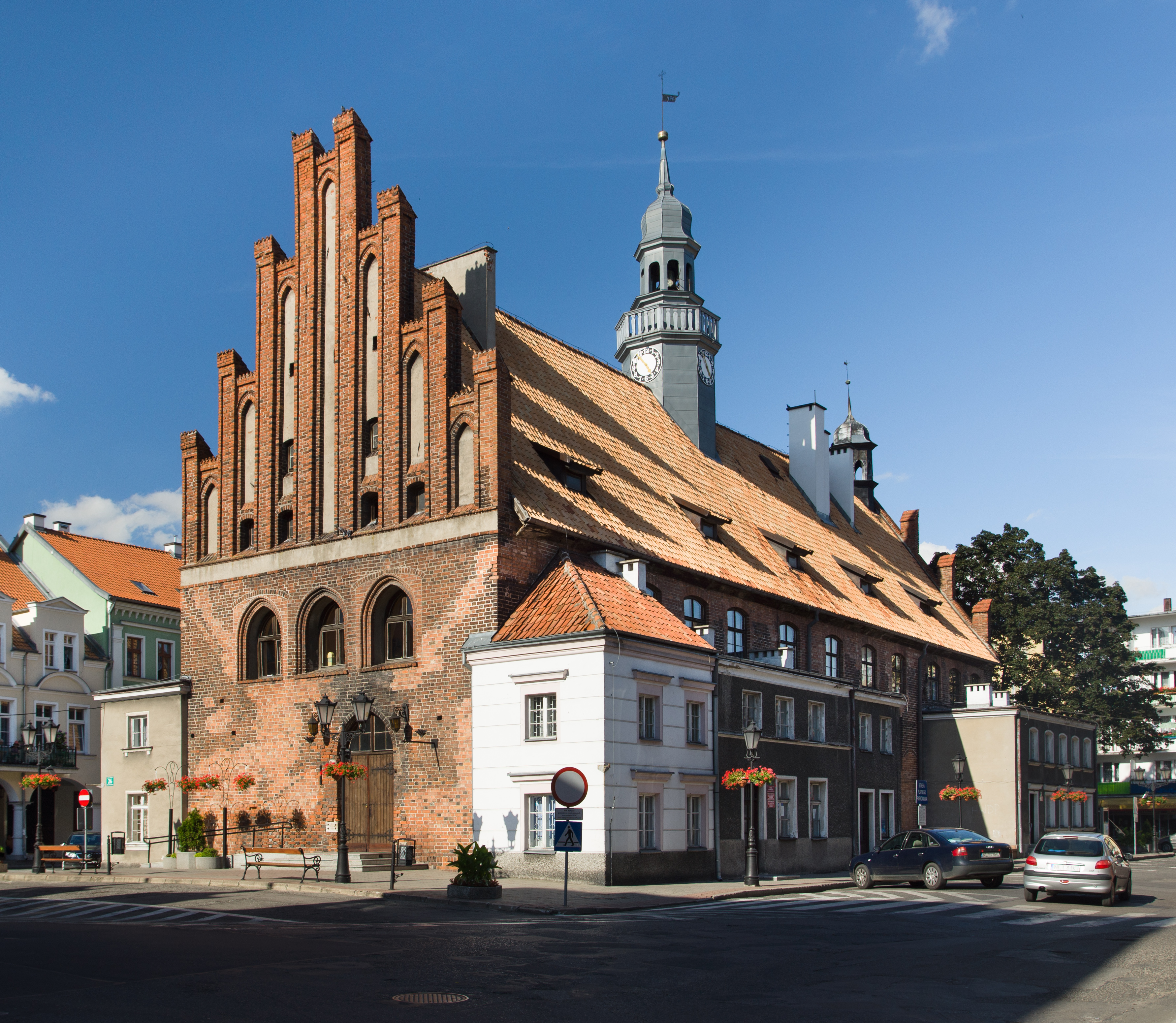
Altes Rathaus

Wormditt, südsüdwestlich von Königsberg und westlich der Stadt Heilsberg, auf einer Landkarte von 1910

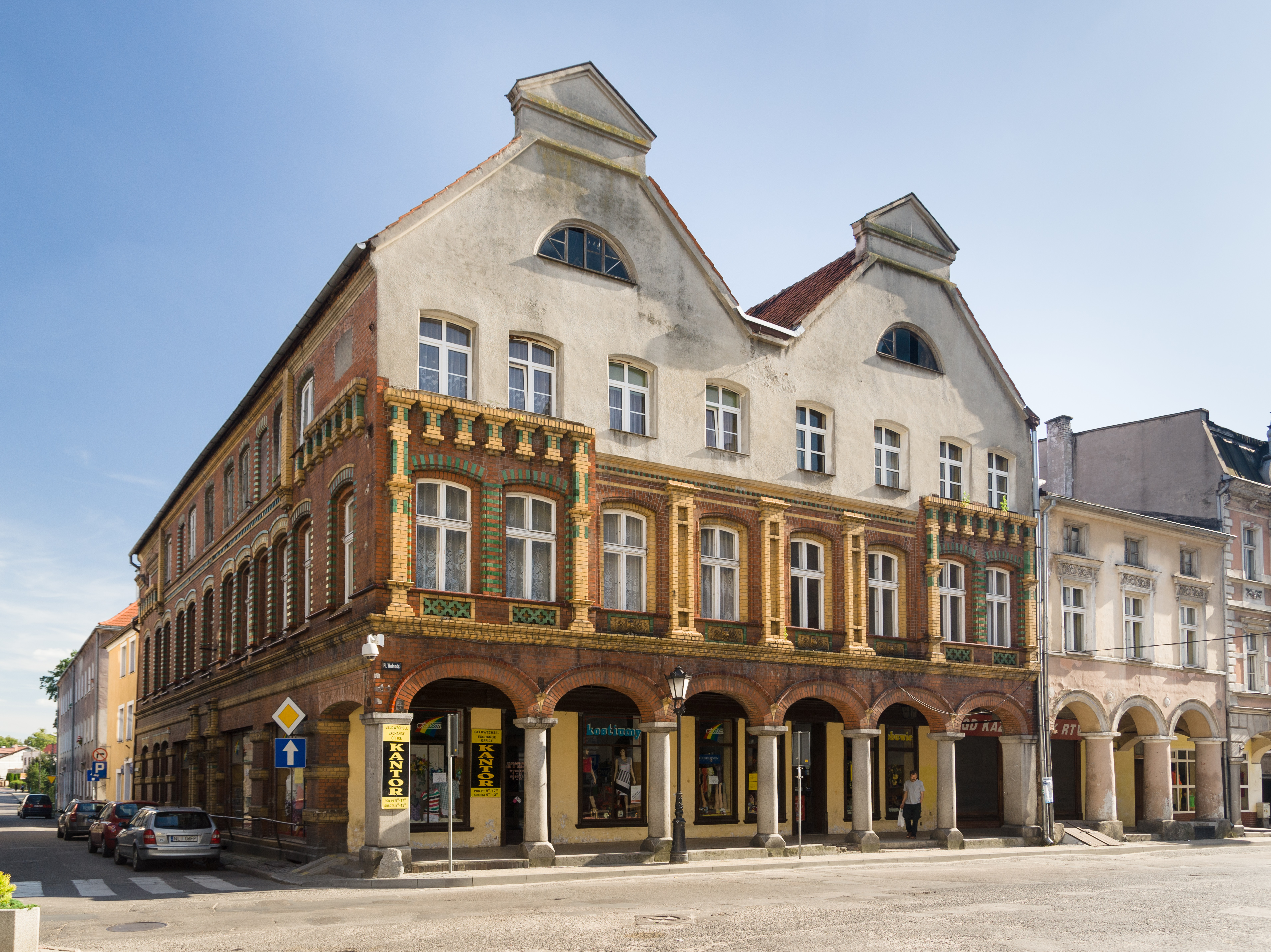
Historische Giebelhäuser am Plac Wolności (Marktplatz)

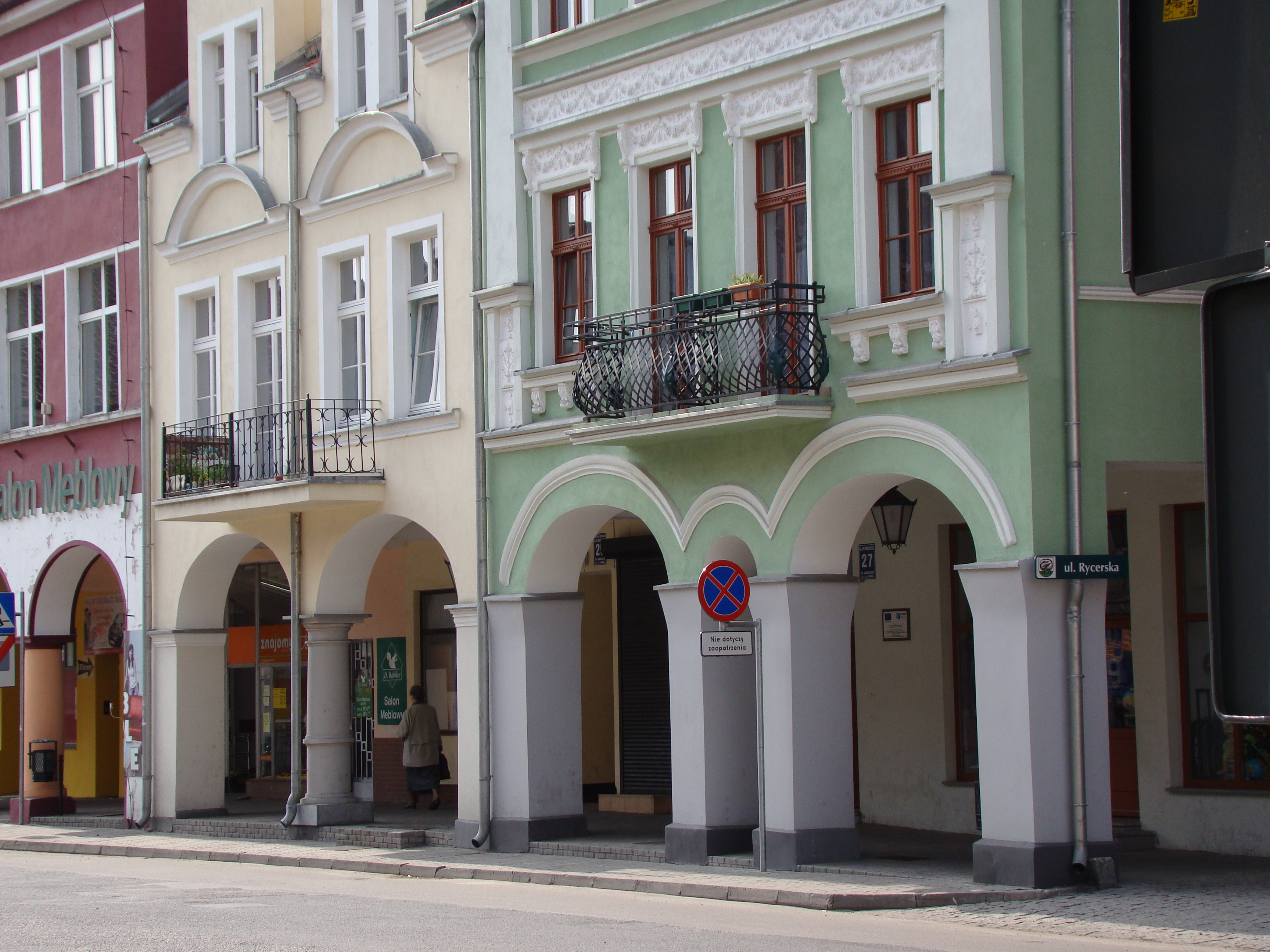
Häuserfront am Plac Wolności

### Prußische Siedlung und Etymologie des Ortsnamens
Die Wurzeln der Stadt gehen auf eine pogesanische Burg namens Orneta zurück, zu deren Füßen sich die prußische Siedlung Wurmedythin befand.:2 Die erste schriftliche Erwähnung stammt aus einer Urkunde vom 12. August 1308. Der Name geht auf prußisch „wors – median“: alte Siedlung im Wald zurück. Bei den polnischen Bezeichnungen des 17. Jahrhunderts „Horneta/Orneta“ ging das anlautende W verloren. Der Name „Wurmedythin“ ist auch Grundlage für die Sage vom Lindwurm, daher wurde dieser auch in das spätere Stadtwappen aufgenommen. In nachfolgenden Urkunden wurden bis 1343 auch die Ortsnamen „Wormenyt“, „Wormditen“, „Warmediten“ und „Wormendith“ verwendet.

### Gründung der Stadt und Blüte im Mittelalter
Nach der Eroberung des Ermlandes durch den Deutschen Orden entstand auf Veranlassung des ermländischen Bischofs Eberhard von Neiße anstelle der Prußensiedlung ein neuer Ort, der mit schlesischen Zuwanderern besiedelt wurde. Zwischen 1312 und 1313 verlieh Bischof Eberhard dem Ort die Handfeste nach Kulmischen Recht.:5 Er überließ der Neugründung 121 Hufen Acker und über 100 Hufen Wald. Lokator wurde ein aus Neiße stammender vermutlicher Verwandter des Bischofs namens Willus oder Wilhelm.:4 Durch den Zuzug deutschsprachiger Siedler entstand die Ortsbezeichnung Wormditt.
Um 1320 errichtete der Orden als Ersatz für die ehemalige Pogesanenfestung eine neue steinerne Burg.:37 Bischof Hermann von Prag machte sie 1341 anstelle von Braunsberg zur Bischofsresidenz des Ermlandes.:6 Sein Nachfolger Bischof Johann I. von Meißen bestimmte jedoch schon 1351 Heilsberg zum ermländischen Bischofssitz. Wormditt wurde jedoch zum Kammeramt erhoben und erlebte dank seiner Lage am Schnittpunkt zweier Handelsstraßen und umgeben von fruchtbaren Böden einen wirtschaftlichen Aufschwung. Von der frühen Wirtschaftskraft zeugen das 1373 vollendete gotische Rathaus und die zwischen 1338 und 1349 errichtete Pfarrkirche St. Johann. Während des Dreizehnjährigen Krieges (1454–1466) schloss sich die Stadt zeitweise dem Preußischen Bund an.:145

### Im autonomen Preußen Königlichen Anteils
Nach dem Zweiten Frieden von Thorn kam Wormditt 1466 mit dem weitgehend autonomen Ermland als Teil von Preußen Königlichen Anteils unter polnische Oberhoheit.:149 Die Bevölkerung der Stadt blieb jedoch überwiegend deutsch. 1565 wurde erstmals eine Schule in Wormditt erwähnt. Während des Polnisch-Schwedischen Krieges besetzten die Schweden unter Gustav Adolf 1627 vorübergehend die Stadt.:163–166 Im Juli 1676 zerstörte ein Großbrand in der Stadt 34 Gebäude.

### Im Königreich Preußen
Im Zuge der ersten polnischen Teilung 1772 kam die Stadt, die zu diesem Zeitpunkt 1978 Einwohner hatte, zum Königreich Preußen.:172 Von 1773 bis 1819 gehörte sie zum Kreis Heilsberg. Um 1800 bildete sich in Wormditt durch den Zuzug einiger Familien eine jüdische Gemeinde, eine der ersten im Ermland.
Während der napoleonischen Kriege erlitt Wormditt schwere Schäden. Allein 1807 starben 643 Menschen, ein Viertel der Stadtbevölkerung. 78 Häuser wurden zerstört, der Gesamtschaden betrug mehr als 270.000 Taler.
Nach der 1810 abgeschlossenen Säkularisation des Fürstbistums und der preußischen Verwaltungsreform von 1815 wurde Wormditt 1819 in den neu gebildeten Kreis Braunsberg eingegliedert. Mit dem Beginn der Industrialisierung begann die Stadt sich stetig fortzuentwickeln. Im Handwerk dominierten die Tuchmacher und Orgelbauer. Der Wormditter Orgelbauer Johann Wulff schuf bereits 1788 in der damaligen Klosterkirche von Oliva die berühmte große Orgel, die internationalen Bekanntheitsgrad erlangte. Nachdem 1884 als erste Eisenbahnlinie die Strecke von Guttstadt nach Allenstein durch Wormditt führte, wurde die Stadt zu einem wichtigen Bahnknotenpunkt, wo sich 1926 schließlich fünf Bahnlinien trafen.:195 1868 erfolgte der Anschluss an das Telegrafennetz, und ebenfalls 1884 ließ sich der ermländische Bauernverein in Wormditt nieder. Bis 1911 waren die Elektrifizierung und die zentrale Wasserversorgung abgeschlossen. Am Anfang des 20. Jahrhunderts hatte Wormditt eine katholische Kirche, eine evangelische Kirche, eine Synagoge und das Amtsgericht Wormditt.

### 20. Jahrhundert
Der Erste Weltkrieg verschonte die Stadt weitgehend, obwohl die russische Njemenarmee im September 1914 nahe an die Stadt herangerückt war, sich aber nach der verlorenen Schlacht an den Masurischen Seen wieder zurückzog. Die Einwohnerzahl stieg von 5559 im Jahr 1910 auf 7816 im Jahr 1939, wobei die Katholiken eindeutig in der Mehrheit waren. Beim Novemberpogrom 1938 wurde die Synagoge geplündert und anschließend in Brand gesetzt.
Vor Beginn des Zweiten Weltkriegs waren in Wormditt eine Tuchfabrik, eine Schnupftabakfabrik, eine Zeugweberei, eine Zeugdruckerei, eine Dampfsägemühle und eine Bierbrauerei angesiedelt. Von 1940 bis 1945 befand sich nordwestlich von Wormditt der Fliegerhorst Wormditt.
Wormditt gehörte 1945 zum Landkreis Braunsberg im Regierungsbezirk Königsberg des Deutschen Reichs.
Gegen Ende des Zweiten Weltkriegs wurde Wormditt am 11. Februar 1945 von der Roten Armee eingenommen. Im Vergleich zu anderen ostpreußischen Städten wurde die Stadt geringfügiger zerstört, das Stadtbild blieb fast unversehrt. Am 23. Mai 1945, also schon vor dem Potsdamer Abkommen, wurde die Stadt vom sowjetischen Kommandanten einem improvisierten kommunistischen Gremium der Volksrepublik Polen zur Verwaltung angedient. In der Folgezeit erhielt der Ort den Namen der einstigen pogesanischen Burg. Die verbliebenen deutschen Bewohner wurden im Anschluss von der örtlichen polnischen Verwaltungsbehörde vertrieben.
2024 zählte die Stadt rund 8000 Einwohner.

### Ortsteile bis 1945
Die Stadt gliederte sich in die Altstadt und die drei Vorstädte Pillau (polnisch Piława), Krickhäuser Gasse und Wagtsches Eng (letztere später, nach dem Bau des Bahnhofs, auch als Bahnhofsviertel bezeichnet).

### Demographie

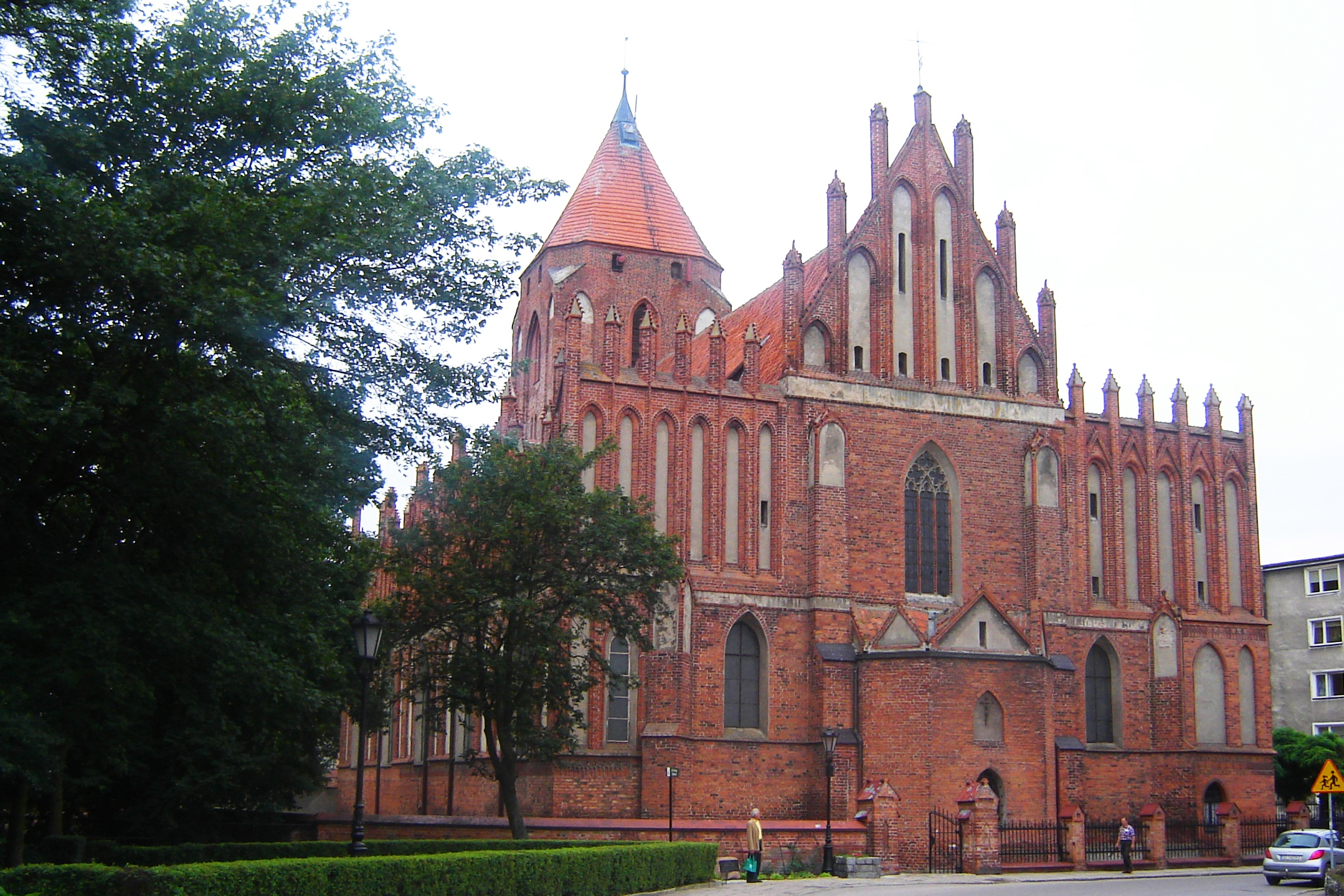
St.-Johannis-Kirche

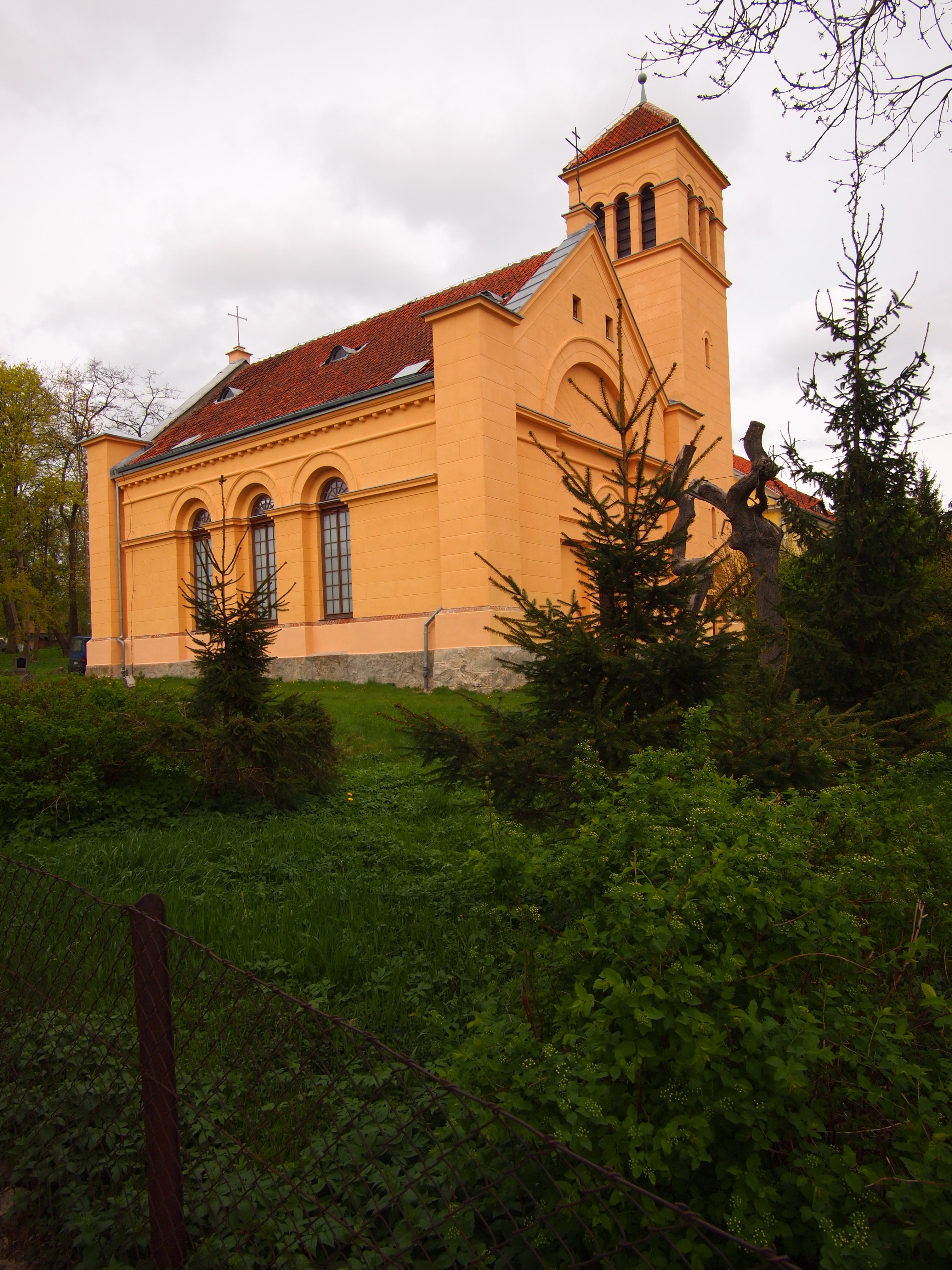
Polnisch-Orthodoxe St.-Nikolaus-Kirche, früher evangelisch

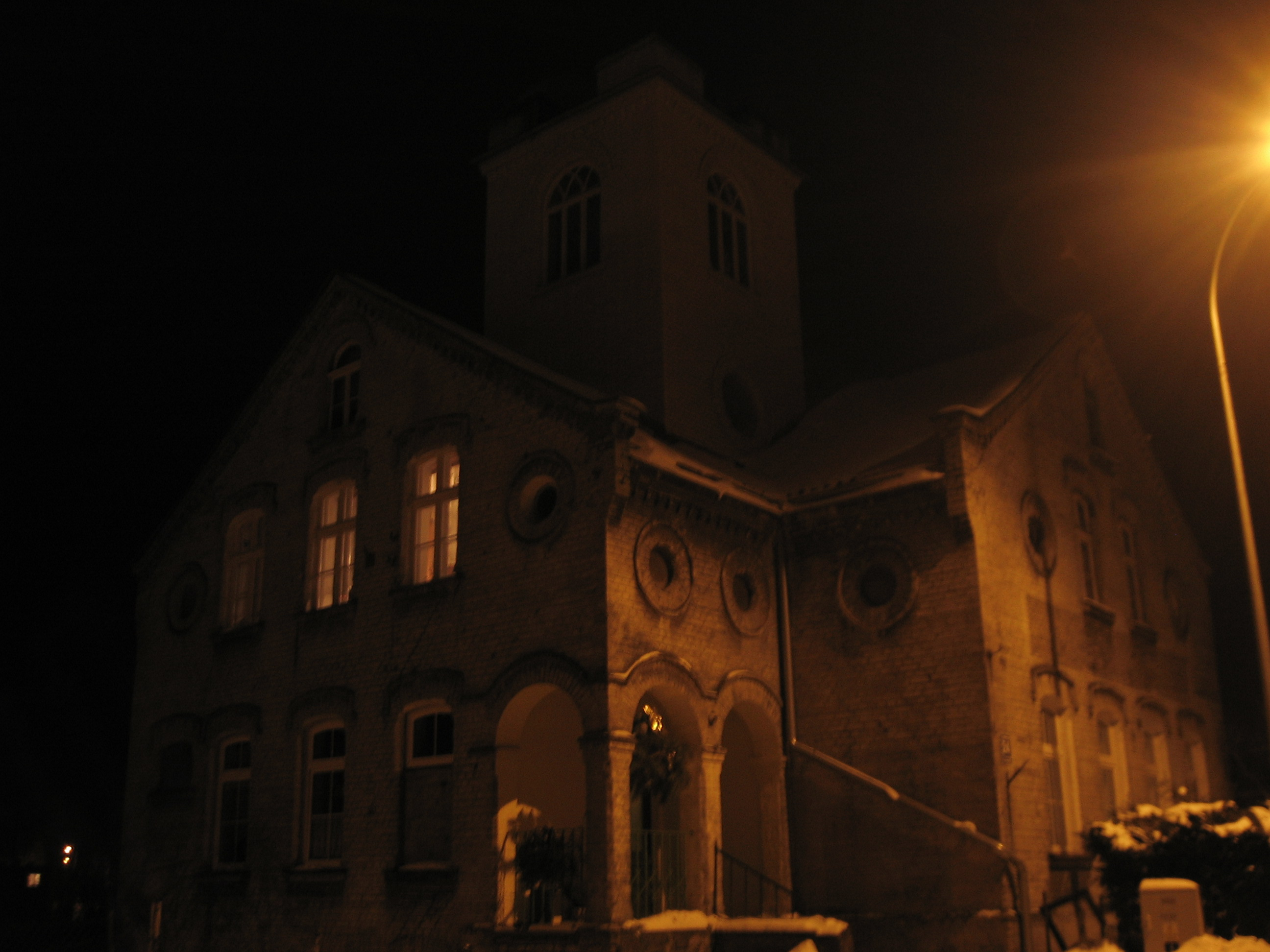
Synagoge

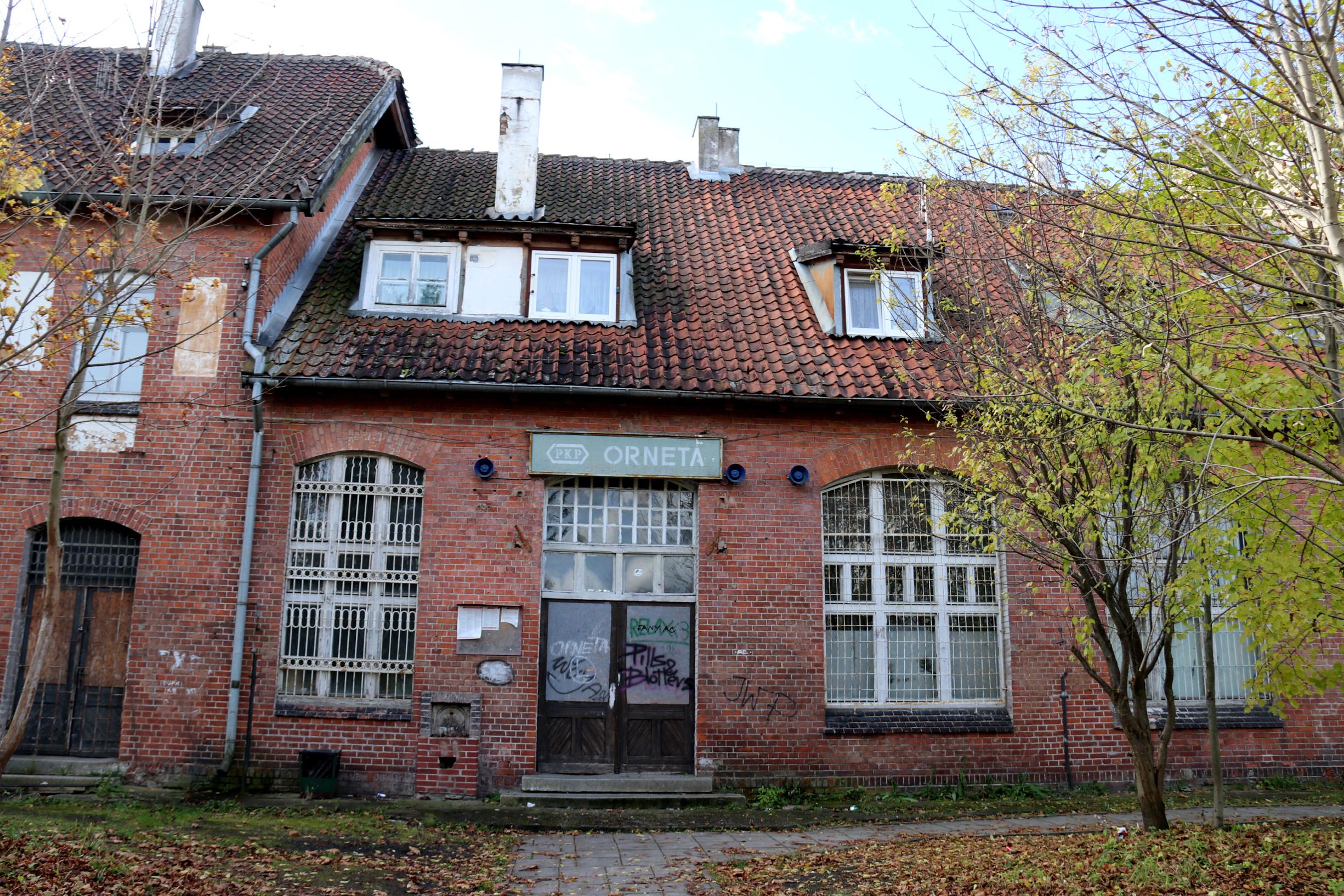
Bahnhof Orneta – Bahnsteigseite

| Jahr | Einwohner | Anmerkungen                                                            |
| ---- | --------- | ---------------------------------------------------------------------- |
| 1802 | 2251      | [ 10 ]                                                                 |
| 1810 | 1793      | [ 10 ]                                                                 |
| 1816 | 2016      | davon 1904 Katholiken, 88 Evangelische und 24 Juden                    |
| 1821 | 2372      | [ 10 ]                                                                 |
| 1852 | 3800      | nach anderen Angaben am Jahresende 3796 Einwohner                      |
| 1858 | 4314      | davon 3748 Katholiken, 452 Evangelische, 110 Juden und vier Mennoniten |
| 1875 | 4637      | [ 14 ]                                                                 |
| 1880 | 4720      | [ 14 ]                                                                 |
| 1890 | 5118      | davon 4404 Katholiken, 551 Evangelische und 159 Juden                  |
| 1905 | 5593      | davon 690 Evangelische und 87 Juden                                    |
| 1910 | 5559      | [ 15 ]                                                                 |
| 1933 | 6813      | [ 14 ]                                                                 |
| 1939 | 7816      | [ 14 ]                                                                 |

## Religionen

### Christentum
Vor dem Zweiten Weltkrieg gab es in Wormditt ein katholisches und ein evangelisches Kirchspiel.
Die Geschichte des römisch-katholischen Kirchspiels, das sich aus einer Stadt- und Landgemeinde zusammensetzte, geht auf den Anfang des 14. Jahrhunderts zurück. Einem Kirchenbuch zufolge war 1312 ein Henricus Pfarrherr in Wormditt, 1406 wird ein Pfarrer namens Katti erwähnt. Von 1715 bis zum Frühjahr 1738 wirkte Erzpriester Johann Michael Braun als Seelsorger, der der Gemeinde ein bedeutendes Vermögen hinterließ. Um 1823 hatte Erzpriester Sigmanski das Amt inne.
Das evangelische Kirchspiel in Wormditt verfügte seit Ende 1830 über ein neues Kirchengebäude. Die ehemalige evangelische Kirche und heutige orthodoxe St.-Nikolaus-Kirche wurde in den Jahren 1829 und 1830 im spätklassizistischen Stil erbaut, der Turm in den Jahren 1905 und 1906. Das Innere der Kirche ist den Bedürfnissen der orthodoxen Liturgie angepasst.

### Judentum
Im Jahre 1890 erhielt die Stadt Wormditt eine neue Synagoge. 1938 wurde sie innen total zerstört. Das Gebäude ist aber als Wohnhaus bis heute erhalten.

## Sehenswürdigkeiten
- Johanniskirche, 14. Jahrhundert, nach dem Frauenburger Dom die älteste Kirche Ermlands, chorlose dreischiffige Backsteinbasilika, architekturgeschichtlich bedeutsam, wertvolle Ausstattung. An der Fassade finden sich als Formziegel seltene gotische Figurendarstellungen.
- Rathaus, erbaut 1384, gotisch, mit Treppengiebel, teilweise von Hakenbuden (Markthäusern) umgeben
- Marktplatz mit zahlreichen Laubenhäusern
- Jerusalemskapelle, 19. Jahrhundert, mit wertvoller Ausstattung
- Speicher aus dem 18. Jahrhundert in der ulica Browarna
- Reste der Stadtmauer
- Fundamente und Keller der Bischofsburg unter den Bauten der städtischen Volksschule.
- St.-Nikolaus-Kirche einst evangelische Kirche aus dem Umkreis von Karl Friedrich Schinkel, Mitte des 19. Jahrhunderts, heute orthodox.
- Neue Synagoge

## Verkehr
Der Bahnhof Orneta liegt an der von Olsztyn-Gutkowo nach Braniewo verlaufenden Eisenbahnstrecke.

## Gmina
Die Stadt-und-Land-Gemeinde Orneta hat insgesamt 11.816 Einwohner (31. Dezember 2020).

## Partnerschaften
Im Jahr 2001 wurde ein Städtepartnerschaftsvertrag mit der thüringischen Stadt Bleicherode im Südharz unterzeichnet. Seit 2006 besteht eine Partnerschaft mit der Samtgemeinde Herzlake.

## Persönlichkeiten

### Söhne und Töchter der Stadt
- Petrus Zwicker († 1403), Cölestiner und Inquisitor
- Hugo Liedmann (1879–1963), Theologe, 1921–1960 Oberpfarrer an St. Quirin in Neuss
- Toni Koy (1896–1990), deutsche Goldschmiedin und Bernsteinbearbeiterin
- Jochen Schmauch (1924–1984), deutscher Pädagoge, Entwicklungshelfer und Sachbuchautor
- Joachim Konrad (* 1924), deutscher Schauspieler, Synchron- und Hörspielsprecher
- Hans Joachim Albrecht (* 1938), deutscher Bildhauer, Kunsthistoriker und Hochschullehrer
- Anatol Feid (1942–2002), Dominikaner und Schriftsteller
- Adrian Kasnitz (* 1974), deutscher Schriftsteller

### Mit der Stadt verbunden
- Ferdinand von Schau (1768–1840), Offizier und Landrat, auf dem Rittergut Korbsdorf bei Wormditt geboren
- Carl Gotthilf Büttner (1848–1893), deutscher Missionar und Sprachwissenschaftler, von 1880 bis 1886 Pastor in Wormditt
- Hans Schmauch (1887–1966), deutscher Historiker und Lehrer am Progymnasium in Wormditt